# Ascalaphodes canifrons
Ascalaphodes canifrons là một loài côn trùng trong họ Ascalaphidae thuộc bộ Neuroptera. Loài này được Westwood miêu tả năm 1847.